# 중국농업과학원

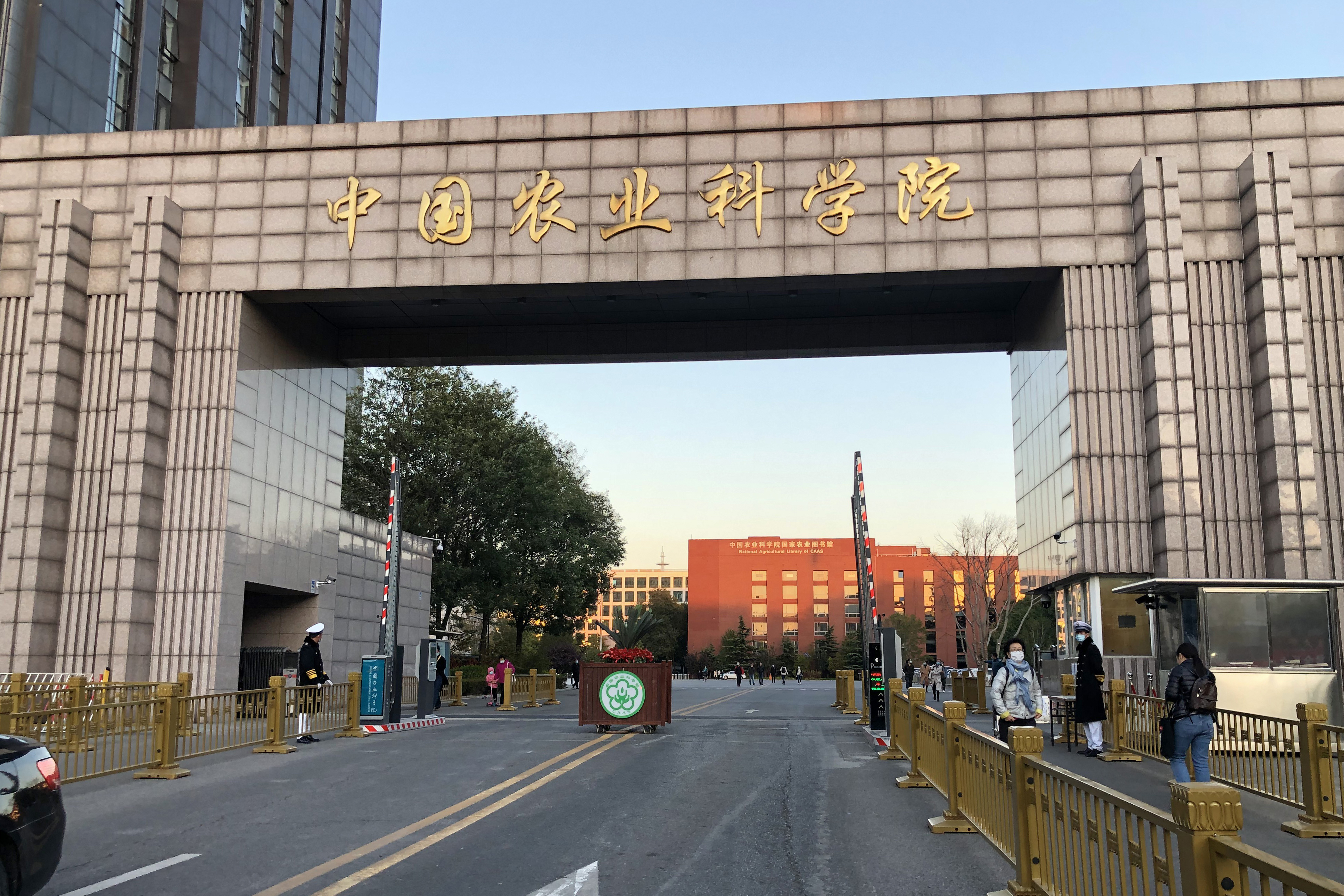

중국농업과학원(중국어: 中国农业科学院)은 중화인민공화국 농업부 직속기관으로 국가급의 농업 과학연구기구이다.

## 주요 임무
- 전국 농업의 중요한 기초 및 응용연구와 첨단기술 산업개발의 연구임무 담당
- 농업 및 농촌경제건설에 있어 기초와 방향, 전체적 국면, 관건이 되는 과학기술의 문제를 해결
- 과학을 통한 농촌부흥, 고급 과학연구인력 배양, 농업과학기술출판사업, 국내외 농업기술교류와 합작업무

## 조직
39개의 연구소(중심), 1개 대학원, 1개 중국농업과학기술출판사를 두고 있다.
- 39개의 연구소내에 재배연구 16개, 양식업 10개, 경제, 환경 8개, 농업공정과 첨단기술 5개의 연구소. 이중 24개의 연구소가 전국 16개 성, 시에 분포

## 인원
총 9,342명이 근무하고 있다.
- 과학기술 인원은 5975명, 과학기술 인원 중 연구원 344명, 부연구원 1,181명
- 박사 379명, 석사 714명, 중국과학원 원사 3명, 중국공정원 원생 8명

## 시설 및 자료
- 국가중점개발실험실 2개, 국가급농작물종자품질자원창고, 전국규모 작물 종자품질 및 근친야생자원농장 11개, 농축시험장 26게, 총 토지면적 10.3만무, 과학연구와 개발 및 행정용건물 등 건축물 74만 평방미터 보유
- 10,000위안 이상의 기기설비가 5.381대(세트)로 3.04억 위엔, 전국 최대 농업과학문정보자워느 선진정보처리설비 및 네트워크시스템 보유
- 장서 33만여종, 200만여권, 국내외과학기술간행물 3,200여종(그 중 800여종의 외국정기간행물은 전국에서 유일), 과학기술 공문 15만권, 편집 출간한 농업과학기술간행물 80여종

## 국제교류
- 60여개 국가의 농업과학연구기구, 대학, 국제조직, 국제농업연구센터 등과 광범하게 과학기술 및 경제 협력 추진